# Adam Jurkowski
Adam Jurkowski (ur. 23 grudnia 1885 w Bolesławiu, zm. 18 września 1953 w Gdyni) – polski farmaceuta. Organizator studium farmaceutycznego Uniwersytetu Poznańskiego.

## Życiorys
Syn Antoniego i Antoniny z Błaszkiewiczów. Gimnazjum ukończył w Tarnowie. Praktykę aptekarską odbył w Bieczu i Szczucinie.  W 1908 zapisał się na studia farmaceutyczne na Uniwersytecie Jagiellońskim. Dyplom magistra farmacji uzyskał już w 1910. W latach 1911–1913 odbył studia na Wydziale Filozoficznym UJ. W lutym 1914 objął asystenturę przy Katedrze Farmakologii i Farmakognozji UJ. Od 1915 do 1919 odbywał służbę wojskową, jako aptekarz wojskowy. W 1919 udał się, na zaproszenie prof. Antoniego Korczyńskiego, do Poznania i objął asystenturę w Zakładzie Chemii Organicznej, Nieorganicznej i Farmaceutycznej Uniwersytetu Poznańskiego (od lutego 1920 był adiunktem). Organizował studium farmaceutyczne na poznańskiej uczelni. W 1921 doktoryzował się u prof. Korczyńskiego na podstawie pracy Studia nad metodami ilościowego oznaczania alkaloidów. W 1927 habilitował się z farmacji stosowanej na podstawie pracy Studia metodą spodogramową Molischa nad surowcami leczniczymi pochodzenia roślinnego. W tym samym roku przeniósł Zakład Farmacji Stosowanej z podziemi Zamku Cesarskiego do nowego Collegium Chemicum przy ul. Grunwaldzkiej. Wyposażył go też w najnowocześniejsze na owe czasy urządzenia i sprzęt laboratoryjny. W 1927 ożenił się z Marią Białecką. W 1931 wyjechał jako stypendysta Funduszu Kultury Narodowej do Paryża, by pracować naukowo nad tematyką glikozydów. Badania te musiał przerwać z uwagi na śmierć prof. Biernackiego, który go zastępował w Poznaniu. W 1932 udał się w podróż do Szwajcarii, aby zapoznać się z metodyką organizacji studiów farmaceutycznych. W 1935 wyjechał do Niemiec i Austrii celem zapoznania się z rozwojem farmacji stosowanej w tych krajach. W 1936 mianowano go profesorem nadzwyczajnym. W 1939 został zmobilizowany. W grudniu tego roku, podczas przeprawy przez rzekę, nabawił się nieuleczalnego zapalenia stawów. Resztę okupacji spędził w Krakowie, jako kierownik apteki. W 1945 powrócił do Poznania i objął zdemolowany Zakład Farmacji Stosowanej UP, na którym pierwsze ćwiczenia zorganizował już w 1946. W 1951 przeniesiony został w stan spoczynku i przeprowadził się do Gdyni, gdzie zmarł w 1953. Został pochowany na cmentarzu Witomińskim w Gdyni (kwatera 61-13-1).

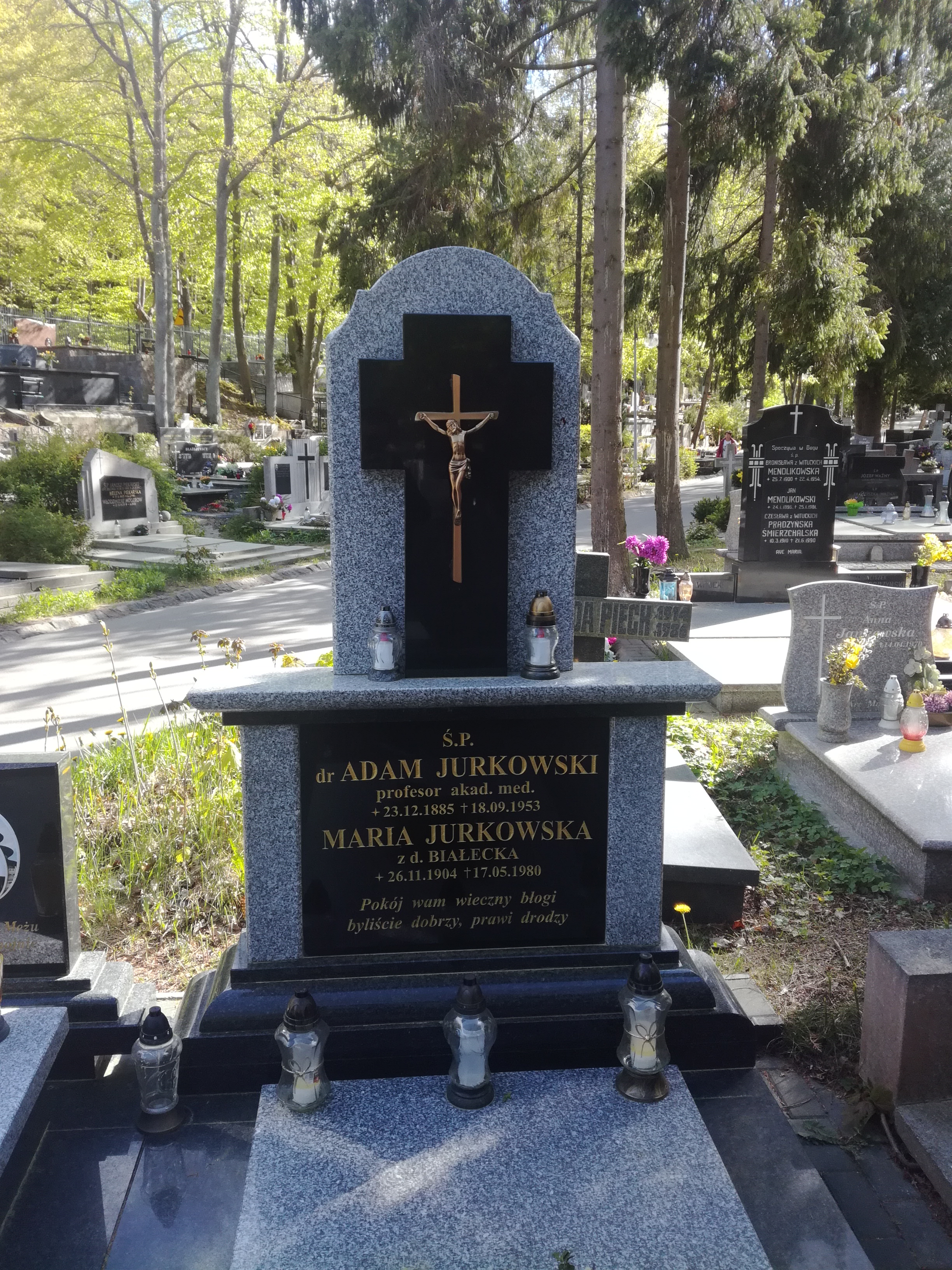
Grób profesora Adama Jurkowskiego na cmentarzu Witomińskim

## Ważniejsze prace
- Studia nad metodami ilościowego oznaczania alkaloidów, 1921 (drugie, rozszerzone wydanie także w 1921),
- Sferokryształy w rodzinie Solanaceae, 1925,
- Studia metodą spodogramową Molisha nad surowcami leczniczymi pochodzenia roślinnego, 1925,
- Przyczynek do znajomości budowy anatomicznej liści lulka czarnego i chemicznej natury jego utworów krystalicznych, 1925,
- Uwagi o nowej farmakopei niemieckiej, 1926,
- Krytyczne porównanie kilku metod oznaczania rtęci w maści rtęciowej, 1926,
- Uwagi krytyczne o projekcie do polskiej ustawy aptekarskiej, 1928,
- Organizacja studiów farmaceutycznych w Szwajcarii, 1933,
- Wyciągi roślinne V Farmakopei Szwajcarskiej, 1933,
- Uwagi krytyczne o Farmakopei Polskiej, 1938,
- W sprawie kształtów odważników (ciężarków) do receptury, 1947.